# VfBシュトゥットガルトII
フェアアイン・フュル・ベヴェグンクッシュピーレ・シュトゥットガルトII（Verein für Bewegungsspiele Stuttgart 1893 e.V. II）は、ドイツ・バーデン＝ヴュルテンベルク州シュトゥットガルトに本拠地を置くサッカークラブ　Vfbシュトゥットガルトのリザーブチーム。3. リーガ（3部相当、2024-25シーズン時点）に所属している。

## 歴代所属日本人選手
- 岡田玲（2022-2024）
- チェイス・アンリ（2022-2024）
- 花城琳斗（2024-2025）